# Коринфский перешеек
Кори́нфский переше́ек, или Истмийский перешеек (греч. Ισθμός της Κορίνθου) — участок суши между полуостровом Пелопоннес и материковой частью Греции. Расположен близ города Коринф, давшего перешейку его название. Длина составляет около 42 км, ширина в самом узком месте около 6 км.

## История
Сухопутные передвижения между северной и центральной Грецией сходятся к бутылочному горлышку Коринфского перешейка, проход по которому из-за массива Геранья ещё сильнее сужен. 
В конце XIX века в наиболее узком месте перешейка был построен Коринфский канал длиной около 6,4 км. Однако и до существования канала Коринфский перешеек с древних времён служил не только как путь сообщения Пелопоннеса с остальной Грецией, но и для сокращения водных путей из залива Сароникос в Коринфский залив. Через Истм шёл волок (путь), по которому греки переправляли свои суда из Коринфского залива Ионического моря в Саронический залив Эгейского моря.

## Интересные факты
- В 67 году Нерон приказал рыть канал через Коринфский перешеек, постройку которого планировали ещё при Тиберии, причём император участвовал в начале строительства лично, откинув лопатой первый ком земли[5].